# Подмогилье
Подмогилье — деревня в составе Островского района Псковской области. Входит в Воронцовскую волость.
Расположена в 41 км к востоку от города Острова и в 5 км к северу от волостного центра, деревни Шики.

## Население
| 2001 | 2002 | 2010 |
| ---- | ---- | ---- |
| 149  | ↘139 | ↘107 |

## История
До апреля 2015 года деревня входила в состав Шиковской волости (до 1995 года — Шиковского сельсовета).